# گلدن استیت واریرز در فصل ۱۷–۲۰۱۶
فصل ۱۸–۲۰۱۷ گلدن استیت واریرز هفتاد و یکمین دورهٔ حضور این باشگاه در اتحادیهٔ ملی بسکتبال (NBA) و پنجاه و پنجمین دورهٔ بازی این تیم در منطقهٔ خلیج سان فرانسیسکو بود. واریرز در پایان با پیروزی برابر کلیولند کاوالیرز در سری فینال‌های ۲۰۱۸ برای دومین سال پیاپی توانست عنوان قهرمانی ان‌بی‌ای را به دست بیاورد.